# أتاكينز
أتاكينز (بالإسبانية: Ataquines)‏ هي بلدية تقع في مقاطعة بلد الوليد، قشتالة وليون، إسبانيا. حسب تعداد 2004 (المعهد الوطني للإحصائيات) كان عدد سكان البلدية 816 نسمة.